# Walram III van Luxemburg-Ligny
Walram III van Luxemburg-Ligny (Frans: Valéran III, Saint-Pol-sur-Ternoise, 1357 - château d'Ivoy, Carignan, 12 april 1415) graaf van Saint-Pol en graaf van Ligny was de oudste zoon van Gwijde van Luxemburg-Ligny en Mathilde van Saint-Pol.
Walram trad in dienst van koning Karel V van Frankrijk en viel in Engelse handen en trouwde tijdens zijn gevangenschap in 1380 met Maud Holland (-1392), dochter van Thomas Holland en Johanna van Kent en half-zuster van Richard II van Engeland. Zij kregen één dochter,
- Johanna van Saint-Pol (-1407), die huwde met Anton van Bourgondië; hun tweede zoon Filips van Saint-Pol volgde hem op als graaf van Saint-Pol

Weduwnaar geworden, hertrouwde Walram in 1393 met Bonna (-1400), dochter van Robert I van Bar.
Karel VI van Frankrijk stelde hem aan tot onderhandelaar in Londen en tot gouverneur van Genua. Tijdens de krankzinnigheid van de koning duidde de hertog van Bourgondië hem aan tot grootmeester van waters en bossen en connétable van Frankrijk.

## Voorouders
| Overgrootouders | Walram II van Ligny (1275-1353) ∞ Guyotte (-)                               | Walram II van Ligny (1275-1353) ∞ Guyotte (-)                               | Gwijde van Richebourg (1300-1345) ∞ Beatrix van Putten (-)                  | Gwijde van Richebourg (1300-1345) ∞ Beatrix van Putten (-)                  | Gwijde IV van Saint-Pol (-1317) ∞ 1223 Maria van Bretagne (1268-1339)       | Gwijde IV van Saint-Pol (-1317) ∞ 1223 Maria van Bretagne (1268-1339)       | Jan I van Fiennes (1270-1233) ∞ 1240 Isabella van Dampierre (1275-1333))    | Jan I van Fiennes (1270-1233) ∞ 1240 Isabella van Dampierre (1275-1333))    | Jan I van Fiennes (1270-1233) ∞ 1240 Isabella van Dampierre (1275-1333)) | Jan I van Fiennes (1270-1233) ∞ 1240 Isabella van Dampierre (1275-1333)) |
| Grootouders     | Jan I van Luxemburg-Ligny (1300-1364) ∞ Alix van Dampierre (1322-1346)      | Jan I van Luxemburg-Ligny (1300-1364) ∞ Alix van Dampierre (1322-1346)      | Jan I van Luxemburg-Ligny (1300-1364) ∞ Alix van Dampierre (1322-1346)      | Jan I van Luxemburg-Ligny (1300-1364) ∞ Alix van Dampierre (1322-1346)      | Jan van Saint-Pol (-1344) ∞ 1265 Johanna de Fiennes (1307-1353)             | Jan van Saint-Pol (-1344) ∞ 1265 Johanna de Fiennes (1307-1353)             | Jan van Saint-Pol (-1344) ∞ 1265 Johanna de Fiennes (1307-1353)             | Jan van Saint-Pol (-1344) ∞ 1265 Johanna de Fiennes (1307-1353)             |                                                                          |                                                                          |
| Ouders          | Gwijde van Luxemburg-Ligny (1340-1371) ∞ Mathilde van Saint-Pol (1335-1378) | Gwijde van Luxemburg-Ligny (1340-1371) ∞ Mathilde van Saint-Pol (1335-1378) | Gwijde van Luxemburg-Ligny (1340-1371) ∞ Mathilde van Saint-Pol (1335-1378) | Gwijde van Luxemburg-Ligny (1340-1371) ∞ Mathilde van Saint-Pol (1335-1378) | Gwijde van Luxemburg-Ligny (1340-1371) ∞ Mathilde van Saint-Pol (1335-1378) | Gwijde van Luxemburg-Ligny (1340-1371) ∞ Mathilde van Saint-Pol (1335-1378) | Gwijde van Luxemburg-Ligny (1340-1371) ∞ Mathilde van Saint-Pol (1335-1378) | Gwijde van Luxemburg-Ligny (1340-1371) ∞ Mathilde van Saint-Pol (1335-1378) |                                                                          |                                                                          |